# Archosauriformes
Gli arcosauriformi (Archosauriformes), da non confondere con il più ampio gruppo degli arcosauromorfi, sono un grande gruppo di rettili diapsidi sviluppatosi nel corso del Permiano superiore (circa 250 milioni di anni fa).

## Evoluzione
Questi rettili includono la primitiva famiglia dei proterosuchidi (Proterosuchidae), predatori semiacquatici simili a coccodrilli, lunghi all'incirca un metro e mezzo, dotati di lunghi musi e di arti ai lati del corpo. Diversamente dalla maggior parte dei terapsidi loro contemporanei, i proterosuchidi sopravvissero tranquillamente attraverso l'estinzione di massa del Permiano-Triassico, forse a causa del fatto che erano "spazzini" opportunistici, o forse perché potevano trattenersi più a lungo in acqua per sopportare un clima eccessivamente caldo.
Questi scenari, però, sono del tutto ipotetici. Ciò che è chiaro è che questi animali furono di grande successo nel loro nuovo ambiente, e si evolsero rapidamente. In pochi milioni di anni, all'inizio del Triassico, i proterosuchidi diedero origine ai grandi eritrosuchidi (Erythrosuchidae), ai proterocampsidi (Proterochampsidae) e agli agili euparkeridi (Euparkeriidae), dai quali fiorì un gran numero di famiglie più evolute, raggruppate negli arcosauri, che in breve tempo riempirono le nicchie ecologiche lasciate vuote dal declino dei terapsidi.

## Gruppi non validi
Gli arcosauriformi precedenti all'Euparkeria erano in passato inclusi nel sottordine Proterosuchia, dell'ordine dei tecodonti. Ma, secondo l'analisi cladistica, sia i proterosuchi sia i tecodonti sono da considerarsi gruppi parafiletici, e quindi non validi nelle classificazioni attuali. Questi animali, ora, sono considerati arcosauriformi basali.

## Tassonomia
- Classe Sauropsida
  - Infraclasse Archosauromorpha
    - ARCHOSAURIFORMES
      - Famiglia Proterosuchidae
        - Archosaurus
        - Chasmatosuchus
        - Kalisuchus
        - Proterosuchus
        - Tasmaniosaurus

      - Koilamasuchus
      - Famiglia Erythrosuchidae
        - Fugusuchus
        - Garjainia
        - Erythrosuchus
        - Shansisuchus
        - Vjushkovia

      - Famiglia Euparkeriidae
        - Euparkeria

      - Avesuchia
        - Yonghesuchus
        - Famiglia Proterochampsidae
          - Tropidosuchus
          - Cerritosaurus
          - Chanaresuchus
          - Gualosuchus
          - Proterochampsa

        - Archosauria